# Morpho urania
Morpho urania är en fjärilsart som beskrevs av Deyrolle 1860. Morpho urania ingår i släktet Morpho och familjen praktfjärilar. Inga underarter finns listade i Catalogue of Life.